# Trieces epinotiae
Trieces epinotiae är en stekelart som beskrevs av Walley 1969. Trieces epinotiae ingår i släktet Trieces och familjen brokparasitsteklar. Inga underarter finns listade i Catalogue of Life.